# Yandex.Games
A Yandex.Games é uma plataforma online de jogos da empresa Yandex. É possível jogar na plataforma pelo navegador de computadores e dispositivos móveis.
Em janeiro de 2022, o número de jogos do catálogo superou 10 mil, o que resultou em mais de 11 milhões de usuários ativos por mês.
De acordo com Pavel Yipishin, o CEO da Yandex.Games, 70% do tempo na plataforma é gasto em jogos de dispositivos móveis. Ao mesmo tempo, 46% do tempo total é gasto em jogo eletrônico hipercasual.
A plataforma oferece suporte para dois tipos de monetização: anúncios e jogos com compras no app. Dentro dos jogos, a moeda no jogo, "Yan", pode ser usada. 
Os desenvolvedores podem adicionar seus próprios jogos à plataforma do diretório e editá-los posteriormente.
Todos os jogos são moderados. Os requisitos obrigatórios incluem a integração com a SDK da Yandex.Games, suporte HTTPS e o modo offline Service Worker. Os criadores de jogos podem ficar por dentro das novidades da plataforma pelo blog. A Yandex.Games atrai desenvolvedores estrangeiros para adaptar seus jogos populares para o russo. Um exemplo disso é a colaboração entre plataformas com a empresa holandesa Azerion.
Além de um sistema de avaliações e resenhas de usuários, o serviço usa algoritmos complexos para criar seleções personalizadas de jogos que um usuário já jogou ou em que ele possa se interessar. Ao mesmo tempo, os jogos que os usuários jogam muitas vezes estão disponíveis offline.